# Neomicina
La neomicina es un fármaco de la familia de los aminoglucósidos, que se utiliza en clínica como antibiótico bactericida tanto por vía tópica como oral, aunque su uso por vía oral está disminuyendo debido a su elevada toxicidad cuando se administra de forma sistémica. Se obtiene del Streptomyces fradiae. Está compuesto de Neomicina A,B (la más usada) y C. Es hidrosoluble y más activa a pH alcalino.
La neomicina inhibe la síntesis de proteínas a través de su unión a la subunidad 30S del ribosoma bacteriano.
La neomicina fue descubierta en 1949 por el microbiólogo Selman Waksman y su alumno Hubert Lechevalier en la Universidad de Rutgers . La neomicina recibió la aprobación para uso médico en 1952.  Universidad de Rutgers obtuvo la patente de la neomicina en 1957.

## Farmacocinética
La absorción por vía oral es muy pobre, en torno a un 3-5%. La unión a proteínas es baja, pero muy variable. En todo caso inferior al 30%. La distribución es muy selectiva, con un alto grado de fijación a tejido renal y oído. Tarda varios días en alcanzar un estado de equilibrio de las concentraciones tisulares, que se mantiene incluso hasta semanas después de la suspensión del mismo. La excreción del fármaco absorbido es renal. El 97% no absorbido se elimina por heces inalterado.

## Farmacodinámica,masculìnos y femenìnos
Los ensayos in vitro han demostrado que la neomicina es bactericida y actúa inhibiendo la síntesis de proteínas en las células bacterianas sensibles. Es eficaz sobre todo contra bacilos gram-negativos, pero también tiene alguna actividad contra organismos gram-positivos. Neomicina es activo in vitro contra Escherichia coli, Klebsiella y contra flora anaeróbica intestinal.El mecanismo de acción consiste en la unión irreversible del antibiótico al segmento 30S del ribosoma, por lo que da un resultado biocida.
No disminuye su eficacia en presencia de pus.

### Interacciones
- El uso concurrente de otros ototóxicos y nefrotóxicos aumenta la posibilidad de los efectos secundarios de la neomicina. Entre ellos otros aminoglucósidos o la polimixina.
- Inhibe la absorción gastrointestinal de la penicilina V, así como de la vitamina B12, metotrexato y 5-fluorouracilo.
- La absorción gastrointestinal de la digoxina también parece ser inhibida, por lo que los niveles séricos de digoxina deben ser monitorizados.
- Puede aumentar el efecto de los anticumarínicos.

## Uso clínico

### Indicaciones
- Por vía oral está indicada como tratamiento adyuvante en el marco de un régimen para la represión de la flora bacteriana normal del intestino, por ejemplo, la preparación preoperatoria del intestino o en el tratamiento adyuvante del coma hepático, para disminuir el amoniaco de origen bacteriano intestinal y por tanto mejorar el cuadro neurológico.

### Otros efectos
La neomicina también tiene un efecto hipolipidémico solo cuando se administra de forma oral. El efecto no depende de su actividad antimicrobiana, sino que parece ser secundario a la formación de complejos insolubles con ácidos biliares en el intestino. Así, su mecanismo de acción podría ser similar al de los secuestradores de ácidos biliares. Bajas dosis de neomicina reducen la concentración plasmática de LDL; los efectos sobre las VLDL son variables. La neomicina se administra en dosis divididas de 0.5 a 2 g/día. Aunque el fármaco se absorbe en grado menor, puede producirse ototoxicidad y nefrotoxicidad en pacientes con función renal alterada. El uso de neomicina solo debe considerarse en pacientes con hipercolesterolemia familiar o poligénica que no pueden o no desean seguir otros regímenes.

### Contraindicaciones
- Hipersensibilidad a la neomicina o a otros antibióticos del grupo de los aminoglucósidos.
- Obstrucción intestinal.
- Pacientes con inflamación gastrointestinal o enfermedad ulcerosa, debido a la posibilidad de aumentar la absorción gastrointestinal de neomicina.
- Como otros aminoglucósidos, debe utilizarse con precaución en pacientes con trastornos musculares como la miastenia gravis o el parkinsonismo ya que puede agravar la debilidad muscular debido a su potencial efecto de tipo curare sobre la unión neuromuscular.
- Embarazo y madres lactantes, salvo situaciones muy especiales.

### Reacciones adversas
- Erupciones cutáneas, incluidas reacciones de hipersensibilidad.
- En tratamientos largos pueden aparecer sobreinfecciones por bacterias no sensibles u hongos, así como síndrome de malabsorción, caracterizado por aumento de la grasa fecal, disminución de caroteno en suero y disminución en la absorción de xilosa.
- Náuseas, vómitos y diarrea. .
- Oto y nefrotóxico.
- Puede producir bloqueos neuromusculares, sobre todo asociado a barbitúricos y relajantes musculares o anestésicos.

En 2005-06, la neomicina fue el quinto alérgeno más prevalente en los resultados de las pruebas de parche (10,0%). También es un antagonista conocido de GABA y puede ser responsable de convulsiones y psicosis. Al igual que otros aminoglucósidos, se ha demostrado que la neomicina es ototóxica y causa tinnitus, pérdida de audición y problemas vestibulares en una pequeña cantidad de pacientes. Se recomienda a los pacientes con tinnitus o pérdida auditiva neurosensorial que hablen con un médico sobre los riesgos y efectos secundarios antes de tomar este medicamento.

## Presentaciones
- Comprimidos de 500 mg

Entre los excipientes más frecuentemente utilizados con el sulfato de neomicina se encuentran:
- Povidona.
- Estearato de calcio.

Vía oral para problemas entéricos, aunque su mayor utilidad es para aplicaciones locales, en ojos, oídos,...
Se produce en forma de sulfato de neomicina en suspensiones orales, pomadas tópicas, óticas y oftalmológicas.